# 벌지 대전투
《벌지 대전투》(영어: Battle of the Bulge)는 1965년 개봉한 미국의 전쟁 영화이다. 감독은 켄 아나킨. 출연진은 헨리 폰다, 로버트 쇼, 텔리 사발라스, 로버트 라이언, 데이나 앤드루스, 찰스 브론슨.

## 출연

### 주연
- 헨리 폰다
- 로버트 쇼
- 로버트 라이언
- 데이나 앤드루스

### 조연
- 조지 몽고메리
- 타이 하딘
- 피어 안젤리
- 바바라 워리
- 찰스 브론슨
- 한스 크리스찬 블레흐
- 워너 피터스
- 제임스 매카서
- 칼 오토 알버티
- 텔리 사바라스
- 스티브 로랜드

## 기타
- 미술: 유진 로리
- 의상: 로리 로리